# Snöharpan
Snöharpan et digt af den svenske digter Dan Andersson. Digtet er sat i musik på Åge Aleksandersens album af samme navn, der udkom i 2006.